# Hugo Pernice

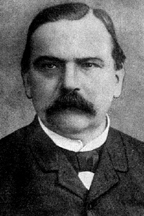
Hugo Pernice

Hugo Karl Anton Pernice (* 9. November 1829 in Halle (Saale); † 31. Dezember 1901 in Greifswald) war ein deutscher Hochschullehrer für Geburtshilfe und Gynäkologie an der Universität Greifswald.

## Leben
Als Sohn des Rechtsgelehrten Ludwig Pernice besuchte Pernice die Latina der Franckeschen Stiftungen. Nach dem Abitur studierte er an der Georg-August-Universität Göttingen Medizin. Er wurde 1848 zur Zeit der Deutschen Revolution 1848/1849 zunächst Mitglied des Corps Hannovera Göttingen, trat aber am 25. November desselben Jahres als Mitstifter mit weiteren Mitgliedern der Hannovera unter dem Revolutionär Wilhelm Pieper zu der burschenschaftlich orientierten Progressverbindung Teutonia über.
Pernice wechselte an die Rheinische Friedrich-Wilhelms-Universität Bonn, die Friedrichs-Universität Halle und die Prager Karls-Universität. Am 4. April 1852 wurde er in Halle zum Dr. med. promoviert. Von Februar 1853 bis April 1856 war er Assistent bei Anton Friedrich Hohl an der geburtshilflichen Klinik der Universität Halle. Dort habilitierte er sich am 3. April 1855 für Geburtshilfe. Am 29. Juni 1858 kam er auf den Lehrstuhl der Königlichen Universität zu Greifswald.

„Entsprechend seiner Ausbildung in Halle unter Hohl war Pernice ein ausgezeichneter praktischer Geburtshelfer. Er sah seine Aufgabe als Lehrer darin, tüchtige Geburtshelfer zu erziehen. In diesem Streben gelang es ihm, die Klinik aus sehr unvollkommenen, ja geadezu kümmerlichen Räumen in ein 1875 fertiggestelltes Haus zu überführen, das nach den damaligen Ansprüchen als eine großartige Schöpfung bezeichnet werden konnte. ... Mit der geburtshilflichen Klinik verband er eine Hebammen-Lehranstalt, in welcher er für Neu-Vorpommern eine, wenn auch beschränkte, Anzahl von Hebammenschülerinnen ausbildete. Nur spät hat Pernice sein aktives Interesse der Gynäkologie zugewandt. Lange beschränkte er sich darauf, bei der Behandlung von Frauenleiden die vordem üblichen Methoden der Therapie zur Anwendung zu bringen. Es muss durchaus anerkannt werden, dass er auf diesem Gebiete auch praktisch recht Erhebliches geleistet hat.“

Über 41 Jahre war er Direktor der geburtshilflichen und gynäkologischen Klinik. Er war außerdem erster Vorsitzender des 1863 gegründeten Medizinischen Vereins Greifswald. Für das akademische Jahr 1869/70 wurde er zum Rektor der Universität gewählt. Im Sommersemester 1899 ersuchte er um Entbindung von seinen amtlichen Verpflichtungen. Nachdem seine Frau im Herbst 1901 gestorben war, erlag er mit 72 Jahren seiner Erkrankung. Unter seinen sechs Kindern war der Sohn Erich Pernice, ein Klassischer Archäologe, und Agnes Ballowitz, Ehefrau von Emil Ballowitz.

## Ehrungen
- Königlicher Kronen-Orden (Preußen) 4. Klasse (18. März 1872)
- Kriegsdenkmünze für die Feldzüge 1870–71 (Deutsches Reich)
- Roter Adlerorden 4. Klasse (20. August 1879)
- Roter Adlerorden 3. Klasse mit der Schleife
- Königlicher Kronen-Orden (Preußen) 2. Klasse, beim Krönungs- und Ordensfest 1892

## Werke
- Die Geburten mit Vorfall der Extremitäten neben dem Kopfe. 1858.
- Über den Scheintod Neugeborener und dessen Behandlung durch electrische Reizungen. Danzig 1863.
- Beiträge zu Albert Eulenburgs Real-Encyclopädie der gesammten Heilkunde. Erste Auflage.
  - Band 3 (1880) (Digitalisat), S. 18–27: Castration der Frauen
  - Band 4 (1880) (Digitalisat), S. 333–372: Eierstöcke

## Literatur

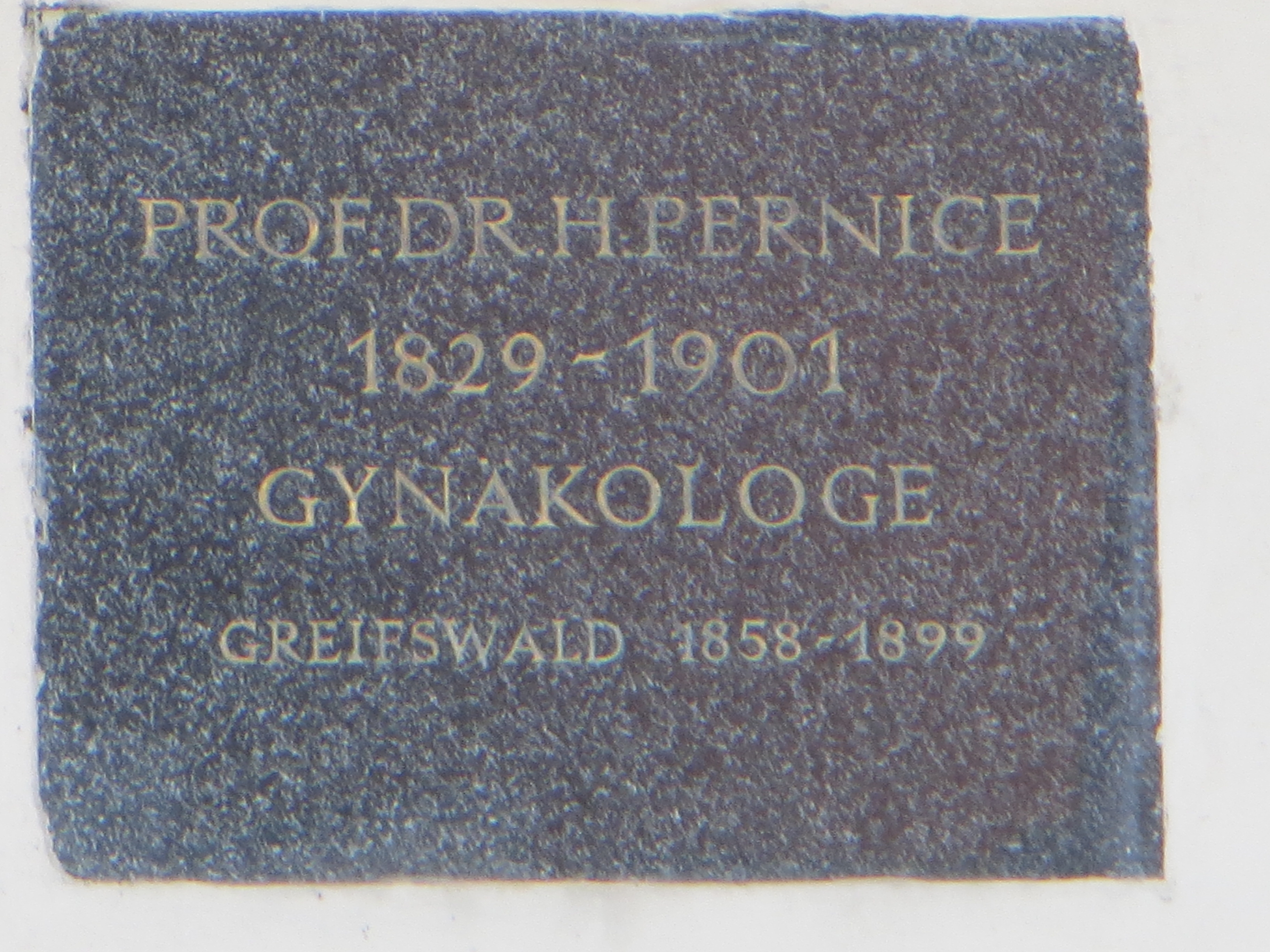
Gedenktafel in Greifswald